# Hypena cyanea
Hypena cyanea är en fjärilsart som beskrevs av George Francis Hampson 1893. Hypena cyanea ingår i släktet Hypena och familjen nattflyn. Inga underarter finns listade i Catalogue of Life.